# Vinicio Marinucci
Vinicio Marinucci (Ancona, 26 giugno 1916 – Roma, 18 febbraio 2001) è stato un giornalista, sceneggiatore e regista italiano.

## Biografia
Dopo aver studiato legge, lavorò come giornalista e critico per il teatro e per il cinema, sul quotidiano Momento Sera. Anche saggista (Tendenze del cinema italiano, del 1959) e romanziere (La porta accanto, del 1954), dal 1949 collaborò a diverse sceneggiature. Per il cinema ha diretto negli anni '60 due pellicole sullo stile del "Mondo movie". In seguito lavorò per la televisione. Nel 1946, insieme ad altri, fu il fondatore del Sindacato nazionale giornalisti cinematografici italiani, che diresse fino al 1986. Nel 1947 diresse la giuria della Mostra internazionale d'arte cinematografica di Venezia, e ne fece parte altre tre volte, nel 1948, 1951 e 1959. Negli ultimi anni fece parte della giuria del Premio intitolato a Filippo Sacchi per tesi di laurea di argomento cinematografico.

## Filmografia

### Regista
- Le dolci notti (1962)
- I piaceri nel mondo (1963)

### Sceneggiatore
- Monastero di Santa Chiara di Mario Sequi (1949)
- Altura di Mario Sequi (1950)
- I fuorilegge di Aldo Vergano (1950)
- Incantesimo tragico (Oliva) di Mario Sequi (1951)
- Angelo tra la folla di Leonardo De Mitri (1951)
- Altri tempi di Alessandro Blasetti (1952)
- 10 anni della nostra vita di Romolo Marcellini (1953)
- Canzoni, canzoni, canzoni di Domenico Paolella (1953)
- Amori di mezzo secolo di vari registi (1954)
- Gran varietà di Domenico Paolella (1954)
- Canzoni di mezzo secolo di Domenico Paolella (1954)
- Ritrovarsi all'alba di Adolfo Pizzi  (1954)
- Ridere! Ridere! Ridere! di Edoardo Anton (1954)
- Luna nova di Luigi Capuano (1955)
- Torna piccina mia di Carlo Campogalliani (1955)
- Rosso e nero di Domenico Paolella (1955)
- Il mondo dei miracoli di Luigi Capuano (1959)
- Apocalisse sul fiume giallo di Renzo Merusi (1960)
- La ragazza in vetrina di Luciano Emmer (1961)
- Canzoni a tempo di twist di Stefano Canzio (1962)
- Follie d'estate di Edoardo Anton e Carlo Infascelli (1963)
- I ragazzi dell'Hully Gully di Marcello Giannini (1964)
- 2 mattacchioni al Moulin Rouge di Carlo Infascelli (1964)
- L'ultimo dei Mohicani di Mateo Cano (1965)
- Agente S03 operazione Atlantide di Domenico Paolella (1965) con il nome Vic Morrow
- Acid - Delirio dei sensi di Giuseppe Maria Scotese (1967)
- Il sole è di tutti di Domenico Paolella (1968)
- Cronaca di Giampaolo Santini (1969)
- Le mille e una notte all'italiana di Carlo Infascelli (1972)
- L'arma l'ora il movente di Francesco Mazzei (1972)
- La mano nera di Antonio Racioppi (1973)
- Lager SSadis Kastrat Kommandatur di Sergio Garrone (1976)
- SS Lager 5 - L'inferno delle donne di Sergio Garrone (1977)
- Senza scrupoli di Tonino Valerii (1985)